# Michael Janda
Michael Janda (* 1964 in Regensburg) ist ein deutscher Linguist und Indogermanist.

## Leben
Michael Janda besuchte das Albertus-Magnus-Gymnasium Regensburg und studierte in Regensburg, Würzburg und Wien Indogermanische Sprachwissenschaft, Klassische Philologie, Religionswissenschaft, Geschichte und Philosophie. Zu seinen akademischen Lehrern zählten unter anderem Jochem Schindler und Heiner Eichner, bei dem er 1996 promoviert wurde. Von 1995 bis 2002 war Janda zunächst als Assistent (Habilitation 1999), dann als Assistenzprofessor an der Universität Zürich tätig. 2002 folgte er einem Ruf auf den Lehrstuhl für Indogermanische Sprachwissenschaft an der Westfälischen Wilhelms-Universität Münster.
Im Zentrum von Jandas wissenschaftlicher Tätigkeit stehen die Rekonstruktion von Wortschatz, Kultur und Religion der Indogermanen, das frühe Griechentum, Etymologie und Phraseologie.

## Veröffentlichungen (Auswahl)
- Über »Stock und Stein«. Die indogermanischen Variationen eines universalen Phraseologismus (= Münchener Studien zur Sprachwissenschaft. Beiheft. Neue Folge, 18). Röll, Dettelbach 1997, ISBN 3-85124-675-6 (Zugleich: Wien, Universität, Dissertation, 1995).
- Eleusis. Das indogermanische Erbe der Mysterien (= Innsbrucker Beiträge zur Sprachwissenschaft. 96). Universität Innsbruck – Institut für Sprachwissenschaft, Innsbruck 2000, ISBN 3-85124-675-6 (Zugleich: Zürich, Universität, Habilitationsschrift, 1999).
- Herausbildung und Konsolidierung der Sprachen. In: Albrecht Jockenhövel (Hrsg.): Grundlagen der globalen Welt vom Beginn bis 1200 v. Chr. (= WBG Weltgeschichte. 1). Wissenschaftliche Buchgesellschaft, Darmstadt 2009, ISBN 978-3-534-20104-4, S. 83–91.
- Die Musik nach dem Chaos. Der Schöpfungsmythos der europäischen Vorzeit (= Innsbrucker Beiträge zur Kulturwissenschaft. Neue Folge, 1). Institut für Sprachen und Literaturen der Universität Innsbruck – Bereich Sprachwissenschaft, Innsbruck 2010, ISBN 978-3-85124-227-0.
- Purpurnes Meer. Sprache und Kultur der homerischen Welt (= Innsbrucker Beiträge zur Kulturwissenschaft. Neue Folge, 7). Institut für Sprachen und Literaturen der Universität Innsbruck – Bereich Sprachwissenschaft, Innsbruck 2014, ISBN 978-3-85124-233-1.
- Der Zorn des Achilleus (= Münsteraner sprachwissenschaftliche Beiträge. 1). Thomas Kubo, Münster 2018, ISBN 978-3-96230-000-5.
- Narkissos und Hyakinthos (= Münsteraner sprachwissenschaftliche Beiträge. 3). Thomas Kubo, Münster 2020, ISBN 978-3-96230-003-6.